# Max Joseph Oertel

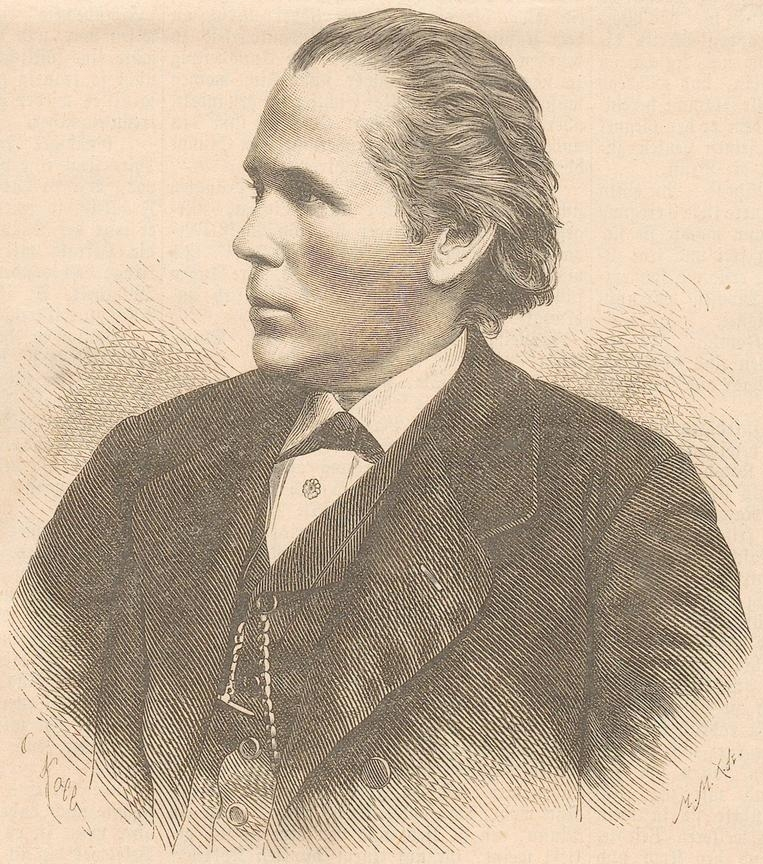
Bildnis Max Oertel
Beilage zum Darmstädter Tagblatt, Nr. 52/1890

Max Joseph Oertel (* 20. März 1835 in Dillingen an der Donau; † 17. Juli 1897 in München) war ein deutscher Otolaryngologe.

## Leben
Max J. Oertel machte 1856 am Wilhelmsgymnasium München Abitur und studierte anschließend Medizin an der Universität München.
Oertel wurde 1876 außerordentlicher Professor an der Universität München. Er ist bekannt für die nach ihm benannte Oertelsche Terrainkur, eine Kurmethode gegen Fettsucht, insbesondere bei Herzbeteiligung. Diese Kur wurde anfänglich im größeren Ausmaß von Ernst Schweninger ausgeführt und erhielt deswegen die Bezeichnung „Schweningerkur“. Oertel veröffentlichte die der von ihm aufgrund eigener Beobachtungen und der Pettenkofer-Voitschen Stoffwechseluntersuchungen 1882 begründeten Terrainkur zu Grunde liegenden Erkenntnisse 1884 in Therapie der Kreislaufstörungen. Zur Behandlung bestimmter Kreislaufstörungen beschrieb er eine Methode der „Herzmassage“. 1887 wurde er zum Mitglied der Leopoldina gewählt.
Nach ihm ist auch der Oertelplatz im Münchner Stadtteil Allach benannt.

## Schriften (Auswahl)
- Therapie der Kreislaufs-Störungen, Kraftabnahme des Herzmuskels, ungenügender Compensationen bei Herzfehlern, Fettherz und Fettsucht, Veränderungen im Lungenkreislauf etc. Leipzig 1884.